# آنتونی لوید
آنتونی لوید (انگلیسی: Anthony Lloyd؛ زادهٔ ۱۴ مارس ۱۹۸۴) بازیکن فوتبال اهل بریتانیا است.
از باشگاه‌هایی که در آن بازی کرده‌است می‌توان به باشگاه فوتبال برافورد پارک آونیو، باشگاه فوتبال یورک سیتی، باشگاه فوتبال تورکی یونایتد، باشگاه فوتبال نورث فریبی یونایتد، باشگاه فوتبال هادرزفیلد تاون، و باشگاه فوتبال گایزلی اشاره کرد.